# Palestina romana

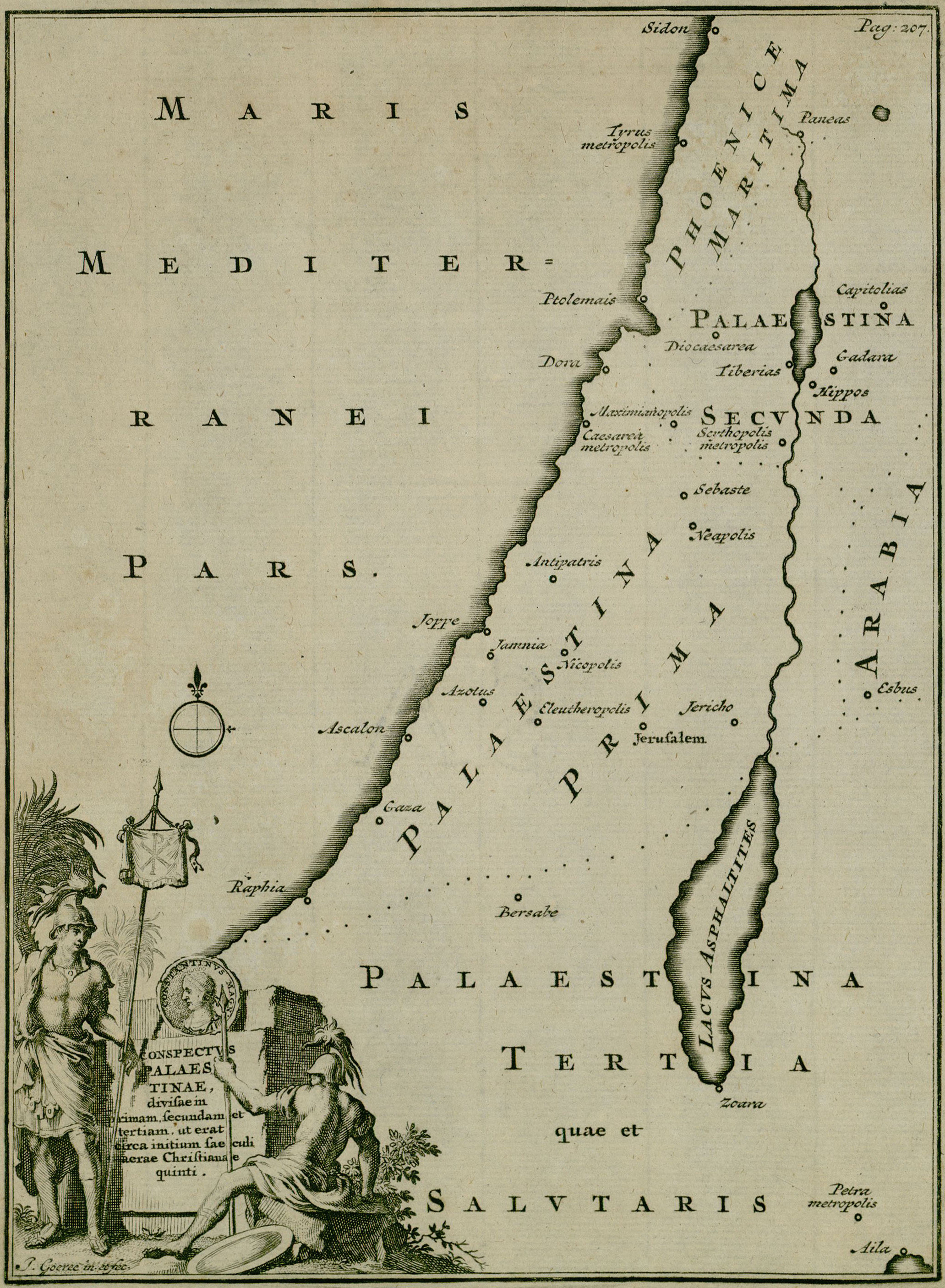
Mapa das divisões da Diocese do Oriente no período final da Palestina romana, publicado em 1715 por Willem Broedelet.

Palestina romana foi o nome dado ao período na história da Palestina caracterizado pelo domínio romano na região, começando na guerra civil asmoneia de 63 a.C., até o fim do Período do Segundo Templo com a primeira guerra judaico-romana em 70 d.C., ou a conquista muçulmana inicial no século VII, dependendo de quando o período Romano Oriental ou Bizantino é incluído. O período de tempo é às vezes subdividido em períodos inicial e tardio, com a transição entre os períodos inicial e tardio ocorrendo em 70 ou 135 d.C.
Durante este período, a Palestina passou por uma série de mudanças administrativas, começando como uma série de estados clientes romanos sob as dinastias judeias dos asmoneus e herodianos antes de ser gradualmente anexada ao Império Romano como a província romana totalmente incorporada da Judeia, bem como o Reino Nabateu nas áreas periféricas. Após 135 d.C., a Palestina Romana foi reorganizada na província romana da Síria Palestina, uma unidade administrativa que persistiu até 390 d.C., quando a província foi expandida e subdividida em Palestina Prima, Palestina Secunda e Palestina Salutar - a última incluindo partes da província da Arábia Petreia, nome dado ao anexado Reino Nabateu - sob a administração abrangente da Diocese do Oriente. As "três Palestinas" continuaram a ser administradas juntas até a conquista muçulmana do Levante no século VII.

## Governadores conhecidos da Palestina romana
- Aufidius Priscus[4]
- Aelius Flavianus[5]
- Urbanus[5]